# Свети мученици Прокло и Иларије
Свети мученици Прокло и Иларије су ранохришћански мученици и светитељи, страдали у време прогона хришћана у време цара Трајана.
Прокл и Иларије су рођени у околине града Калипте, близу Анкире. Пострадали су због вере у Исуса Христа, од стране намесника Максима, цара Трајана. Прво је ухваћен свети Прокл и приведен цару који се тада налазио у тим крајевима. Окован је у гвожђе и бачен у тамницу. Тамо је мучен и примораван да се одрекне хришћанства и принесе жртву паганским идолима, што је он стоички одбијао. Једном док су га спроводили наишли су на Иларија, братанца светог Прокла, сина његовог рођеног брата. Притрчавши, он се поклонио своме стрицу, и грлећи га викнуо: "И ја сам хришћанин!". Иларије је одмах ухапшен, а светог Прокла су након тога одвели на губилиште. Тамо су га распели на дрвету и гађали стрелама док није издахнуо.
Три дана након страдања светога Прокла, свеги Иларије је бачен на муке са истим намерама и пошто је на исти начин одбио да принесе жртву паганским идолима, осуђен је на смрт, тако што су га вукли три потркалишта ван града и тамо му одсекли главу.
Тело светога Иларија остављено је на истом месту где је мученички страдао. Његова хришћанска браћа су током ноћи узешли тело и положили га поред светога Прокла у земљу.
Православна црква прославља заједно свете Прокла и Иларија и то 25(12) јула.